# Pierre et Gilles
Pierre et Gilles is een Frans kunstenaars- en liefdesduo bestaande uit Pierre Commoy (La Roche-sur-Yon, 1950) en schilder Gilles Blanchard (Le Havre, 1953). Sinds 1976 maken ze samen kunstwerken waarbij fotografie en schilderkunst elkaar ontmoeten. Ze brengen nauwgezet verf aan op de foto's zodra ze op canvas zijn afgedrukt. Hun hedendaagse iconografie bevindt zich op grens tussen kunstgeschiedenis en populaire cultuur.

## Achtergrond
Commoy studeerde fotografie in Genève terwijl Blanchard studeerde aan de École des Beaux-Arts in Le Havre. In 1974 verhuisde Blanchard naar Parijs om te schilderen en illustraties te maken voor tijdschriften en advertenties. Commoy ging aan de slag als fotograaf voor de tijdschriften Rock & Folk, Dépèche Mode en Interview.
In de herfst van 1976 ontmoetten Commoy en Blanchard elkaar bij de opening van een Kenzo-boetiek in Parijs, en gingen samenwonen in een appartement in de Rue des Blancs-Manteaux dat ze tegelijkertijd als studio gebruikten. Een jaar later begonnen ze samen te werken; daar waar Blanchard schilderde, zorgde Commoy voor de foto's. Hun publieke doorbraak kwam met hun afbeeldingen voor het tijdschrift Façade, met portretten van Andy Warhol, Mick Jagger en Iggy Pop. In 1979 verhuisde het stel naar de wijk Bastille. Vanuit daar ontwierpen ze platenhoezen en modeadvertenties. Ook maakten ze in die tijd hun eerste reis naar India, een land dat veel van hun werk zou inspireren. In 1987 bezochten ze India nogmaals, waarna ze vaker religieuze en mythologische thema's gingen toepassen.
In 2000 hadden Pierre et Gilles een grote overzichtstentoonstelling in het New Museum of Contemporary Art in New York, zeven jaar later in de Galerie nationale du Jeu de Paume in Parijs.

## Kunstwerken (een selectie)
- Palace, 1978
- Adam et Ève, 1982
- Etienne Daho, 1983
- Garçons de Paris, 1983
- Paradis, 1983
- Naufragés, 1986
- Pleureuses, 1986
- Les saints, 1988
- Saint Sebastien, 1988
- Le petit communiste, 1990
- Meduse, 1990
- La madone au cœur blessé, 1991
- Les mariés, 1992
- Le petit jardinier, 1993
- Jolis Voyous, 1995
- Plaisirs de la forêt, 1995
- Comme un garçon, 1996
- Les amoureux, 1998
- Dans le port du Havre, 1998
- Mercure, 2001
- David et Jonathan, 2005
- Vive la France, 2006
- Wonderful town, 2007-2009
- Le printemps arabe, 2012
- Oreste, 2013
- For ever, 2014
- Marianne 37, 2015
- En plein coeur, 2016